# Попова Людмила Данилівна
Людмила Данилівна Попова (1923, м. Харків — 2014) — кандидат педагогічних наук, професор, учасник Великої Вітчизняної війни, ветеран праці, фахівець з історії педагогіки, активний громадський діяч, випускниця історико-філологічного факультету Харківського державного педагогічного інституту імені Г. С. Сковороди (нині — Харківський національний педагогічний університет імені Григорія Сковороди).

## Життєпис
1941 році — отримала середню освіту в школі № 102 м. Харкова. Після закінчення середньої школи перебувала в евакуації в м. Казані, де працювала робітницею на
фабриці;
У 1943 році — закінчила військово-авіаційне училище;
Із 1942 по 1945 рр. — брала участь у бойових діях на фронтах Великої Вітчизняної війни;
У 1953 році — Людмила Данилівна закінчила історичне відділення історико-філологічного факультету Харківського державного педагогічного інституту ім. Г. С. Сковороди;
1954–1957 рр. — аспірантка  при кафедрі педагогіки;
1957–1960 рр. — працювала завідувачем відділу педпрактики й викладачем Харківського педагогічного інституту іноземних мов ім. Н. К. Крупської;
Із 1961 р. — викладала в Харківському державному педагогічному інституті ім. Г. С. Сковороди;
У період із 1973 до 1978 рр. — очолювала кафедру педагогіки у ХНПУ імені Г. С. Сковороди;
У 1986 р. — присвоєне учене звання професора.

## Науково-педагогічна діяльність
Свою науково-педагогічну діяльність Л. Д. Попова розпочала у ХДПІ імені Г. С. Сковороди (з 1961), пройшовши всі сходинки викладацької діяльності: асистент, старший викладач, доцент, професор кафедри педагогіки. Професор Л. Д. Попова створила власну наукову школу, під керівництвом Людмили Данилівни було підготовлено 43 кандидати педагогічних наук. Автор понад 250 наукових і науково-методичних праць історико-педагогічної спрямованості, зокрема п'яти навчальних посібників (із них три — плоди колективної праці). Наукові погляди висвітлено в розділах нарисів:
1. «Розвиток народної освіти і педагогічної думки в Україні» (1991);
2. «Розвиток народної освіти і педагогічної думки на Харківщині», монографія (1992);
3. «Рідний край», посібники із народознавства (1994,1999);
4. «В. О. Сухомлинський про особистість учителя та його загальнопедагогічну підготовку», навчальні посібники (1999);
5. «Педагогічна спадщина Гната Хоткевича: теоретичні здобутки та досвід» (2003);
6. «Харківська науково-педагогічна школа: теоретичні здобутки та досвід (20 — 70-ті роки ХХ ст.)» (2007).

Впродовж 1990–2002 рр. професор Л. Д. Попова — член спеціалізованої вченої ради із захисту кандидатських дисертацій із педагогіки, історії педагогіки та психології.

## Нагороди
Л. Д. Попова нагороджена:
- Орденом «Великої Вітчизняної війни 1941—1945 рр.»;

- Орденом «За мужність»;

16 медалями  –  зокрема:
- «За відвагу»;

- «За бойові заслуги»;

- імені А. С. Макаренка;

- імені Н. К. Крупської;

- Знаком «Відмінник народної освіти України», «Отличник народного образования СССР» та іншими нагородами.